# 5171 Augustesen
5171 Augustesen (1987 SQ3) là một tiểu hành tinh vành đai chính được phát hiện ngày 8 tháng 9 năm 1988 bởi P. Jensen ở Brorfelde.